# Europa-Park
Europa-Park è il principale parco divertimenti tedesco e uno dei maggiori in Europa, secondo per numero di visitatori solo a Disneyland Paris, situato nella città tedesca di Rust, vicino a Friburgo e Offenburg nel land del Baden-Württemberg. Il complesso si estende su una superficie di 710 000 metri quadrati (di cui 335 000 occupati dal solo parco) e al suo interno si trovano più di 100 attrazioni meccaniche, tematiche e acquatiche, suddivise in 15 grandi aree tematiche riproposte nel contesto delle maggiori nazioni europee, e 2 dedicate specificamente ai bambini. Sono presenti inoltre 6 hotel a tema, un campeggio e un parco acquatico indoor.
Al termine della stagione 2014 il parco ha raggiunto i 5 milioni di ingressi, mentre nella stagione 2023 è stato visitato da 6 milioni di turisti.

## Storia e sviluppo
Creato da Franz Mack, direttore dell'azienda MACK Rides GmbH & Co e dal figlio Roland Mack, il Parco ha aperto i battenti a Rust il 12 luglio del 1975. Originariamente doveva essere costruito a Breisach am Rhein, e doveva essere chiamato Europa Park per il piccolo lago artificiale vicino alla città, l'Europaweiher, ma il sito fu ritenuto inadatto a causa del pericolo di inondazione. All'inizio un piccolo parco di 16 ettari, utilizzato dall'azienda come vetrina per esporre le proprie tipologie di attrazioni. Durante il primo anno di apertura, Europa Park accolse 250 000 visitatori e impiegò 50 persone. Di seguito le tappe più importanti della storia del Parco.

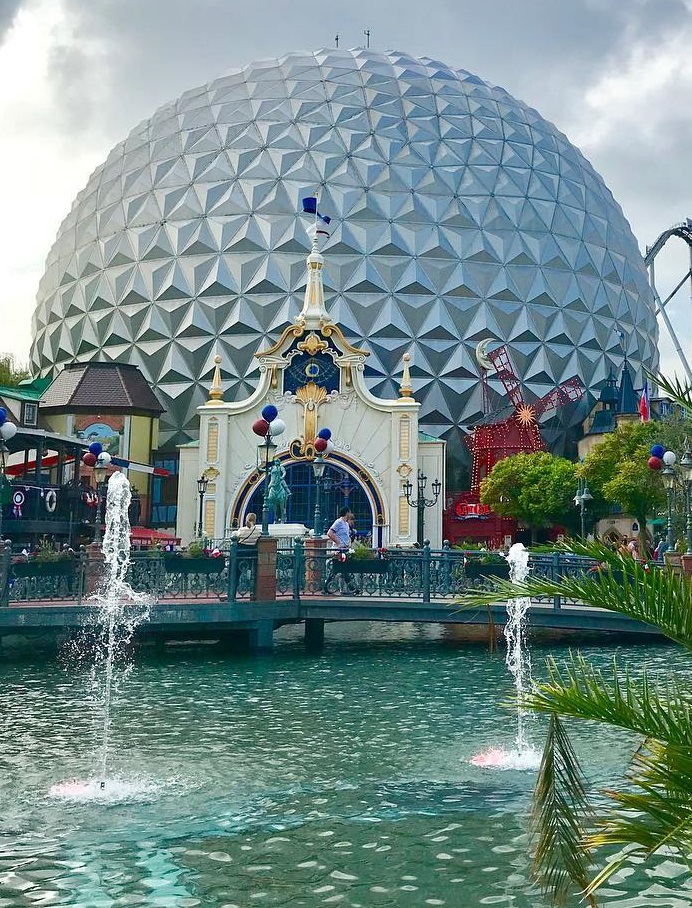
L'involucro esterno del roller coaster Eurosat - per anni simbolo del parco stesso e ispirato alla struttura e simbolo del parco E.P.C.O.T del Walt Disney Resort a Orlando, FLorida

Nel 1978 il Parco raggiunse quasi il milione di visitatori e aprì il log flume Tiroler Wildwasserbahn.
Nel 1982 aprì la prima area tematizzata come nazione europea: l'Italia, con il treno fantasma Geisterschloss.
Nel 1984 venne inaugurata l'Olanda e il powered coaster Alpenexpress "Enzian".
Nel 1985 fu costruito il primo bobsled coaster moderno: Schweizer Bobbahn.
Nel 1987 avvenne il completamento dell'area olandese con il treno fantasma Piraten in Batavia.
Nel 1989 fu costruito, insieme al quartiere francese, il roller coaster indoor che sarebbe divenuto il simbolo di Europa Park: Eurosat.
Nel 1991 il Parco accolse 2 milioni di visitatori e aprì il river rapid Fjord Rafting.
Nel 1992 aprì l'area scandinava intorno a Fjord Rafting e venne istituito il quartiere austriaco, che unì tematicamente le attrazioni Tiroler Wildwasserbahn e Alpenexpress.
Nel 1994 venne creata l'area spagnola e il treno fantasma Universum der Energie nell'area francese.
Nel 1995 aprì il primo hotel tematico di Europa Park, l'El Andaluz.
Nel 1997 fu creato un nuovo ingresso con la nuova main street tedesca e lo spinning coaster Euro-Mir.
Nel 1999 aprì completamente l'area russa nella zona di Euro-Mir, il wild mouse Matterhorn Blitz si aggiunse all'area svizzera (inaugurata già nel 1993) e fu inaugurato il secondo hotel tematico di Europa Park, il Castillo Alcazar.
Nel 2000 venne inaugurata l'area greca con il water coaster Poseidon e il Parco raggiunse i 3 milioni di visitatori annui.
Nel 2002 aprì il roller coaster che, con i suoi 73 metri di altezza, sarebbe stato considerato il più alto d'Europa fino al 2012: Silver Star.
Nel 2004 il terzo hotel tematico, il Colosseo, aprì i battenti al pubblico.
Nel 2005 il supersplash Atlantica va a creare l'area portoghese.
Nel 2006 furono superati i 4 milioni di visitatori annui e venne costruito il family coaster Pegasus nell'area greca.
Nel 2007 fu inaugurato il quarto hotel tematico del resort, il Santa Isabel, e la shooting dark ride Abenteuer Atlantis.
Nel 2009 il Parco si espanse con la nuova area islandese e il launched coaster Blue Fire.
Nel 2012 l'Islanda si espanse ulteriormente con il wooden coaster Wodan. Venne inaugurato il quinto hotel a tema, il Bell Rock.
Nel 2014, grazie alla nuova area del Regno dei Minimei e al powered inverted coaster ARTHUR, Europa Park raggiunge i 5 milioni di visitatori, confermando la sua presenza tra i più importanti parchi europei.
Nel 2016, dopo aver festaggiato il 40º anniversario l'anno precedente, l'area del Regno dei Bimbi diventa il 14º quartiere a tema europeo, l'Irlanda. Inoltre, con la realizzazione della Luxemburg Platz, anche lo stato del Lussemburgo è rappresentato nel Parco.
Nel 2017, il Parco ottiene un flying theatre della Brogent denominato Voletarium, che va a sostituire la "Guesthouse Circus Rolando".
Nel 2018 Eurosat diventa CanCan Coaster , con l'aggiunta della realtà virtuale attraverso un'entrata apposita, portando il quartiere francese e la dark ride Universum der Energie (ora Madame Freidenreich Curiosités) a un restyling completo. Il 26 maggio 2018 un incendio devasta l'attrazione Piraten in Batavia e le adiacenti aree Olanda e Scandinavia, senza tuttavia causare feriti.
Nel 2019 il resort si arricchisce di due nuove strutture: il parco acquatico indoor Rulantica e un nuovo hotel, Krønasår, entrambi situati nelle vicinanze del parco e collegati a quest'ultimo tramite navette. Viene inoltre riaperto il quartiere scandinavo, con la nuova dark ride Snorri Touren.
Nel 2020, dopo una chiusura prolungata fino al 29 maggio a causa della pandemia mondiale di Coronavirus, il Parco inaugura la nuova versione di Piraten in Batavia, portando a termine l'opera di ricostruzione dei quartieri distrutti dall'incendio del 2018.
Il 19 giugno 2023 si verifica un incendio all'interno dell'attrazione Zauberwelt der Diamanten, coinvolgendo anche le vicine attrazioni e scenografie del quartiere austriaco e spagnolo. Anche in questa occasione non si registrano feriti, e i 25.000 ospiti del parco sono stati evacuati. Secondo le indagini, l'incendio è scoppiato in un locale tecnico.
Nel 2024 viene aperta la nuova area tematica dedicata alla Croazia, con il launched coaster Voltron Nevera, realizzato in collaborazione con la casa automobilistica croata Rimac. Inizialmente pianificato per il 2021, l'investimento da 40 milioni di euro è stato posticipato a causa delle difficoltà economiche causate dalla chiusura del 2020 e successivamente per ritardi nelle consegne dei materiali. Nello stesso anno vengono riaperte le attrazioni Alpenexpress Enzian e Tiroler Wildwasserbahn con una nuova tematizzazione ambientata nei paesaggi rocciosi e alpini austriaci, e viene effettuato un restyling scenografico della dark ride Geisterschloss, rinominata Castello dei Medici.
Nel 2025, per il cinquantesimo anniversario del parco, esce al cinema il film d'animazione Grand Prix of Europe (in Italia Grand Prix), una coproduzione tra Mack Magic e Warner Bros. con protagonisti le mascotte di Europa Park Ed Euromaus e Edda, oltre al videogioco Ed & Edda: Grand Prix - Racing Champions. Nel parco viene ristrutturato il teatro girevole dell'area lussemburghese per un Gameplay Theater ideato da Mack Rides.

### Progetti futuri
Tra i progetti futuri è prevista la realizzazione di un'area dedicata al Principato di Monaco nei pressi di Silver Star (2026), l'espansione dell'area Austriaca nella zona dell'attrazione Josefinas Kaiserliche Zauberreise e il rinnovamento della montagna russa Euro-Mir (2028). È inoltre allo studio la realizzazione di un collegamento teleferico transfrontaliero, sopra il Reno, per migliorare l'accesso al parco da parte francese.

## Aree tematiche
Il parco si sviluppa in 20 grandi aree tematiche, la maggior parte realizzate per rappresentare una nazione europea. La prima di questo tipo, l'Italia, fu aperta nel 1982. Nel 1990 fu invece costruita la piccola area Chocoland, priva di riferimenti a Paesi europei. Nel 2010 l'area fu inglobata nel quartiere inglese e il suo teatro girevole fu utilizzato per proiettare un filmato sulla storia di Europa-Park, l'Historama. Dal 2016 l'intera struttura (ristorante FoodLoop, museo del Parco poi sostituito con la dark ride Grand Prix Edventure, e stazione della monorotaia) fa parte dell'area Lussemburgo. Attualmente esistono 2 aree tematiche che non seguono il tema principale del parco: 
- La terra dell'avventura (1978)
- Foresta incantata Grimm (2011)
- Il regno dei Minimei (2014).

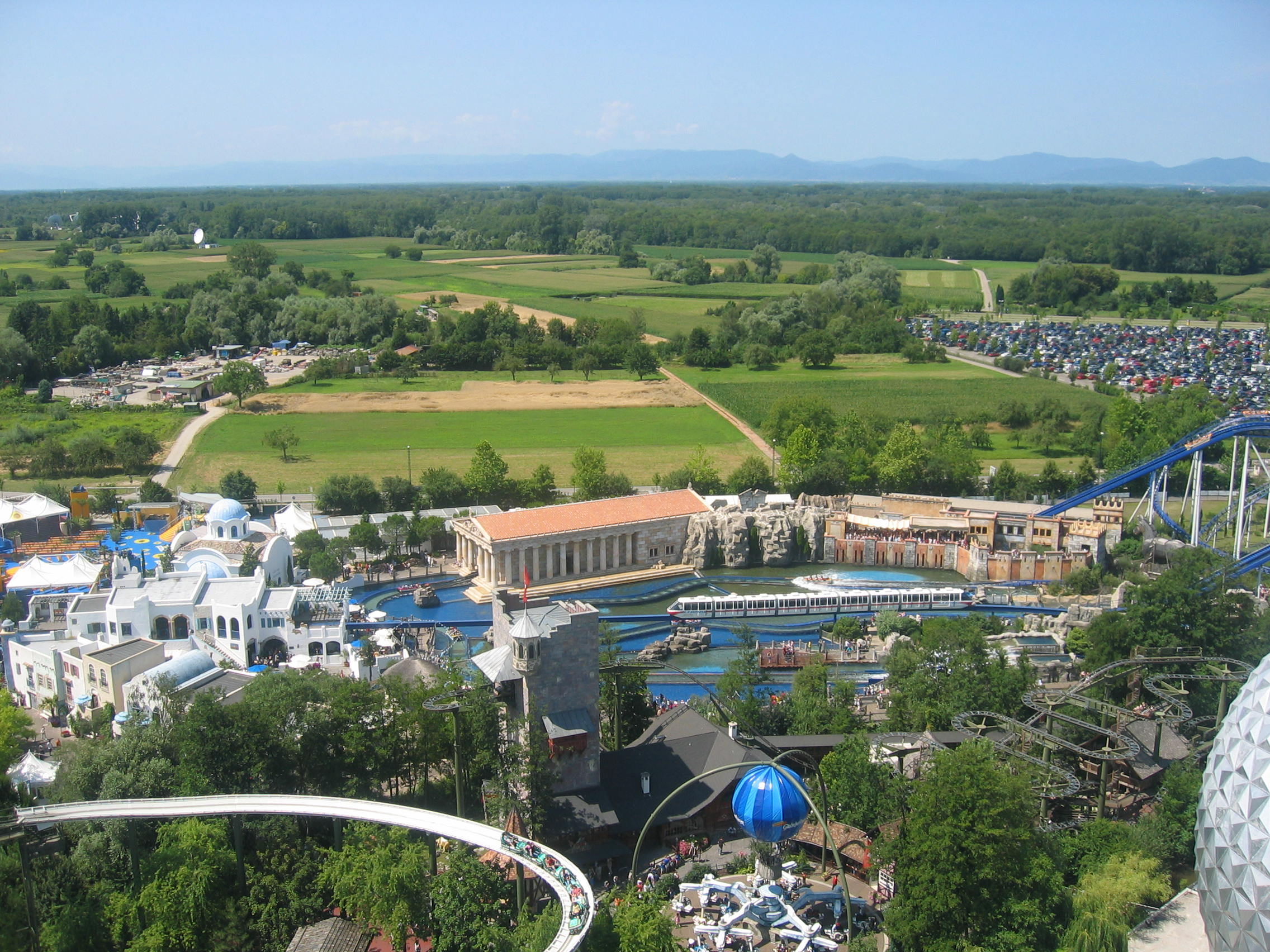
Visuale aerea del quartiere Greco

Gli stati europei rappresentati a Europa-Park sono i seguenti:
- Italia (1982)
- Paesi Bassi (1984)
- Inghilterra (s.l. per Regno Unito, 1988)
- Francia (1989)
- Austria (1992)
- Scandinavia (1992)
- Svizzera (1993)
- Spagna (1994)
- Germania (1996)
- Russia (1999)
- Grecia (2000)
- Portogallo (2005)
- Islanda (2009)
- Irlanda-Mondo dei bambini (2016)
- Lussemburgo (2016)
- Liechtenstein (2022)
- Croazia (2024)
- Monaco (2026)

## Attrazioni principali

### Le 14 montagne russe
Le principali attrazioni di Europa-Park sono sicuramente le sue montagne russe, alcune delle quali facilmente riconoscibili nello skyline del parco e per la maggior parte costruite dalla ditta Mack Rides, a eccezione di Silver Star (Bolliger & Mabillard) e WODAN Timburcoaster (Great Coasters International). Nel 2014, quando Europa-Park ha inaugurato il suo 12º rollercoaster, Arthur, è divenuto il parco europeo con il maggior numero di montagne russe, ed è stato superato solo nel 2019 da Energylandia in Polonia.
| Nome originale                     | Altezza max. (in m) | Velocità max. (in km/h) | Lunghezza (in m) | Modello                  | Anno di apertura            |
| ---------------------------------- | ------------------- | ----------------------- | ---------------- | ------------------------ | --------------------------- |
| Alpenexpress "Enzian"              | 6                   | 45                      | 264              | Powered Coaster          | 1984 (ricostruito nel 2024) |
| Schweizer Bobbahn                  | 19                  | 50                      | 487              | Bobbahn                  | 1985                        |
| Euro-Mir                           | 28,3                | 80                      | 984              | Spinning Coaster         | 1997                        |
| Matterhorn-Blitz                   | 16                  | 56,3                    | 383              | Wilde Maus               | 1999                        |
| Wasserachterbahn Poseidon          | 23                  | 70                      | 836              | Water Coaster            | 2000                        |
| Silver Star                        | 73                  | 127                     | 1 620            | Hyper Coaster            | 2002                        |
| Atlantica SuperSplash              | 32                  | 80                      | 390              | SuperSplash              | 2005                        |
| Pegasus - Die YoungStar Achterbahn | 15                  | 65                      | 430              | YoungStar Coaster        | 2006                        |
| Blue Fire Megacoaster              | 38                  | 110                     | 1 056            | Launch Coaster           | 2009                        |
| Wodan Timbur Coaster               | 40                  | 100                     | 1 050            | Wooden coaster           | 2012                        |
| (Il regno dei Minimei) ARTHUR      | 13,5                | 31                      | 550              | Inverted Powered Coaster | 2014                        |
| Ba-a-a Express                     | 3                   | 20                      | 80               | Junior Coaster           | 2016                        |
| Eurosat - CanCan Coaster           | 25,5                | 60                      | 900              | Indoor Family Coaster    | 1989 (ricostruito nel 2018) |
| Voltron Nevera                     | 32                  | 90                      | 1 385            | Big Dipper Coaster       | 2024                        |

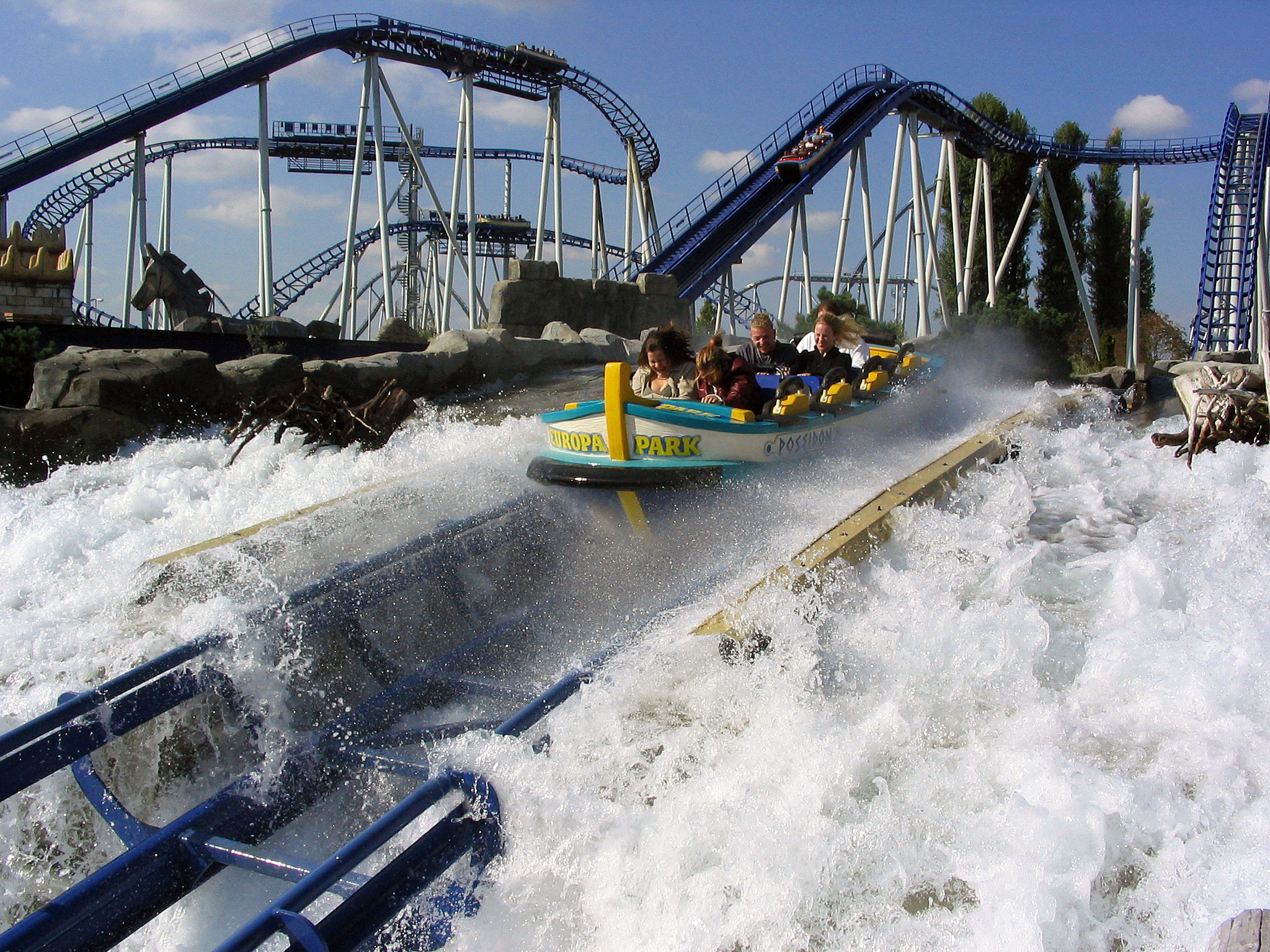
Wasserachterbahn Poseidon (Grecia)
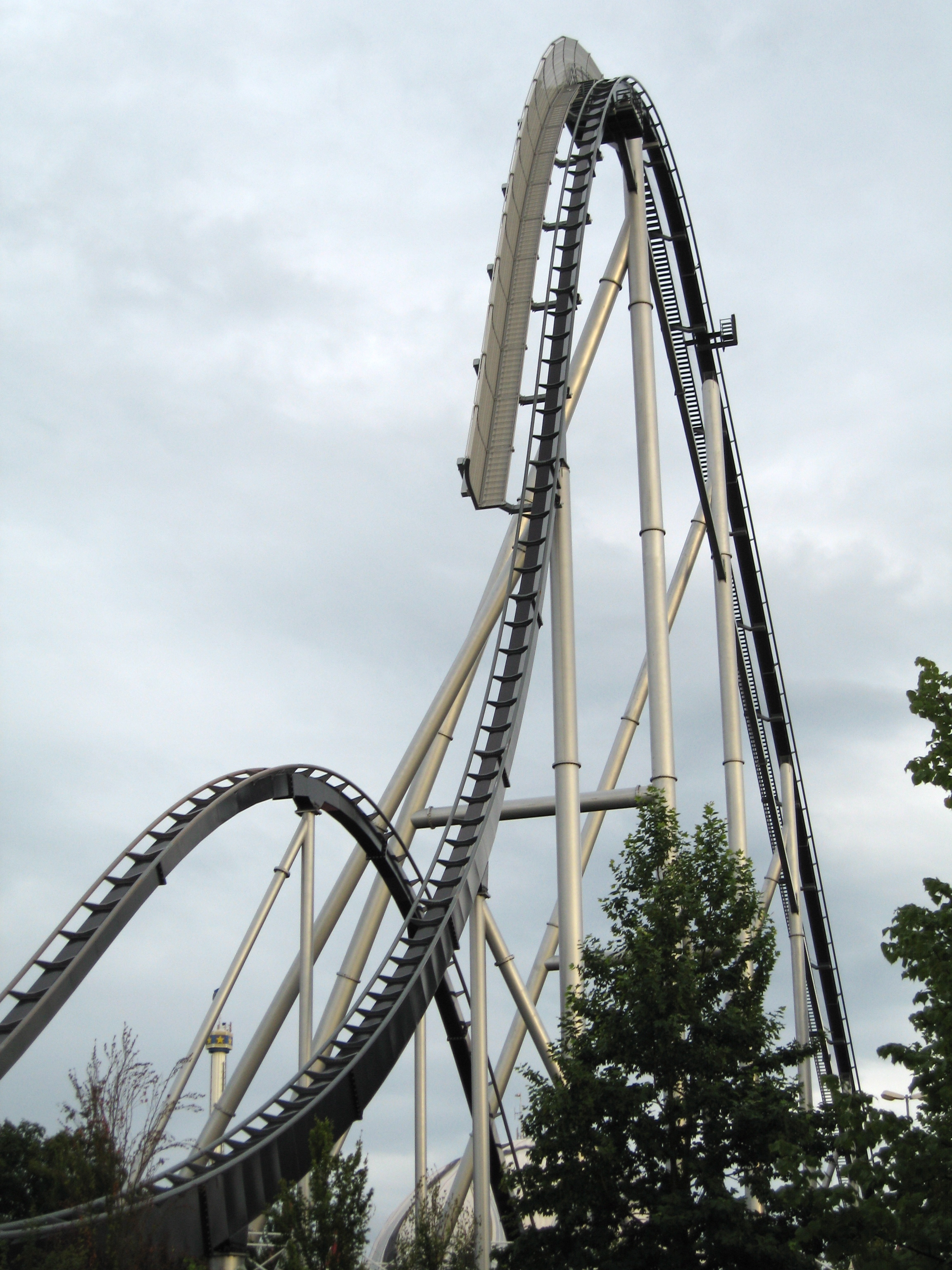
Silver Star (Francia)
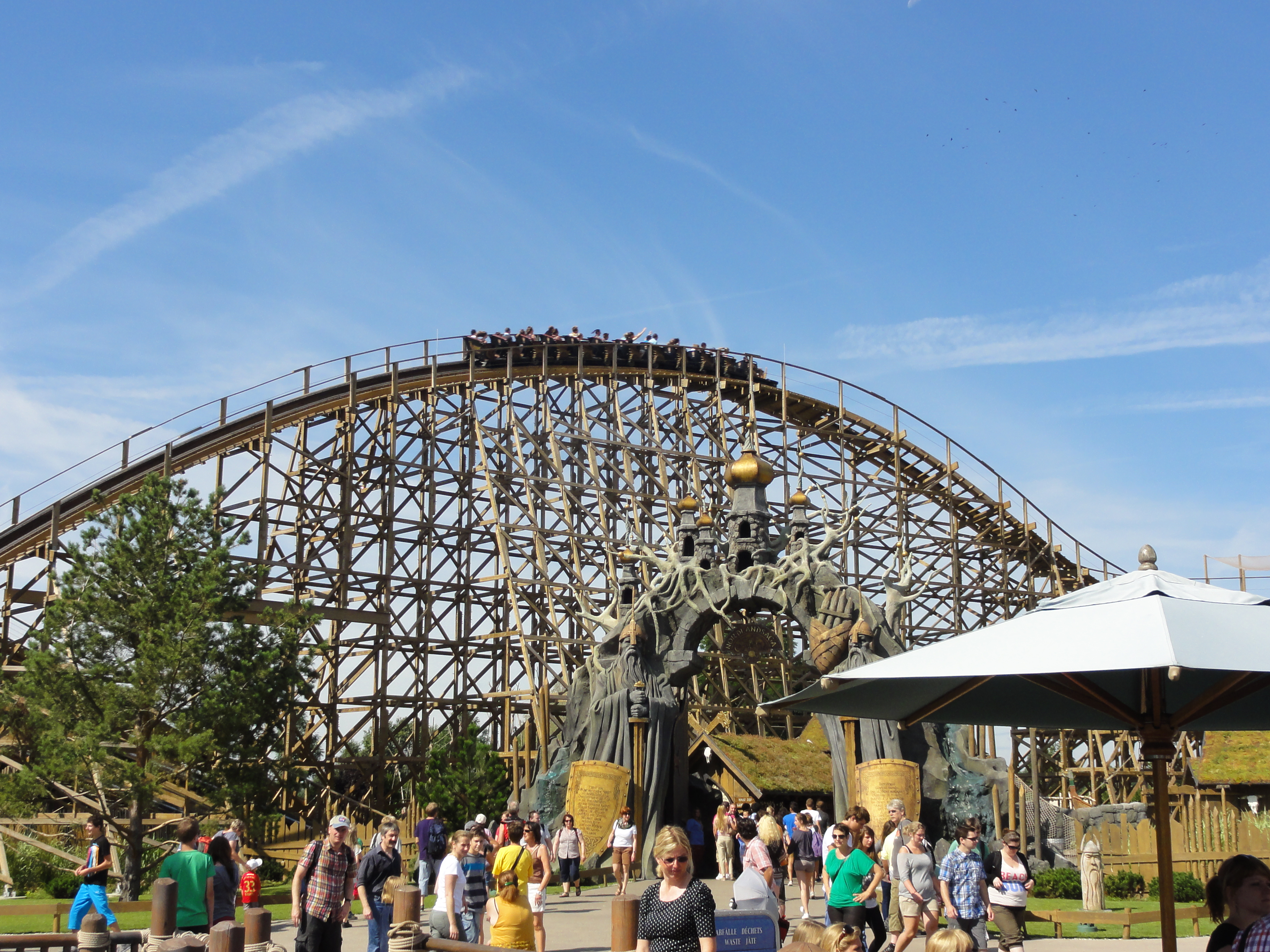
WODAN - Timburcoaster (Islanda)
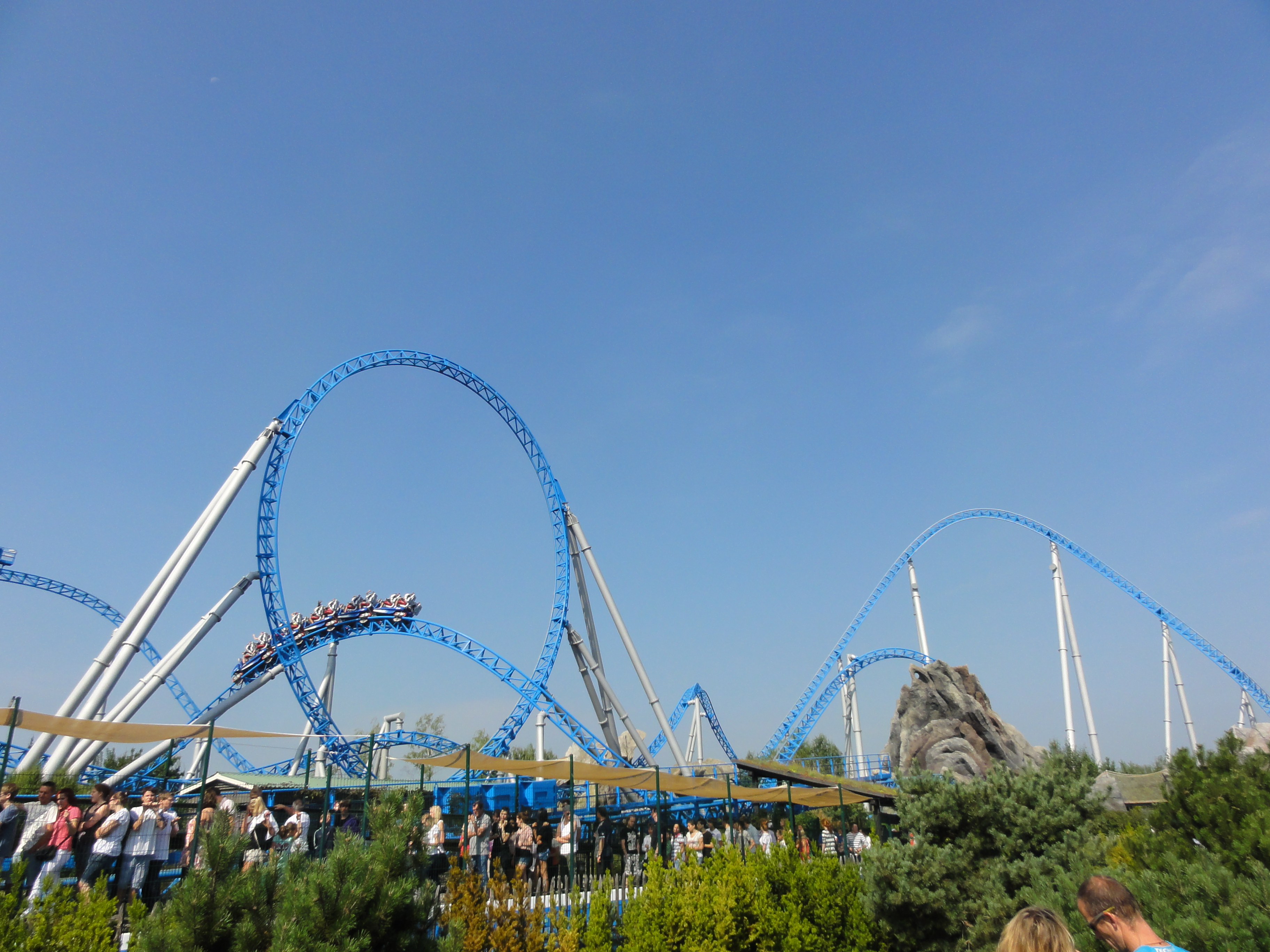
Blue Fire Megacoaster (Islanda)

### Le 8 dark rides
Questa categoria racchiude i percorsi indoor con elementi scenografici affrontati a bordo di veicoli, tutti di costruzione Mack Rides. Non è presente Arthur in quanto è stato presentato principalmente come una montagna russa.
| Nome originale                 | Tipo di trasporto     | Anno di apertura            |
| ------------------------------ | --------------------- | --------------------------- |
| Castello dei Medici            | Dark ride (omnimover) | 1982 (restaurata nel 2024)  |
| Piccolo Mondo                  | Dark ride (vagoni)    | 1982 (restaurata nel 2011)  |
| Schlittenfahrt Schneeflöckchen | Dark ride (vagoni)    | 1998                        |
| Abenteuer Atlantis             | Shooting dark ride    | 2007                        |
| Madame Freidenreich Curiosités | Dark ride (omnimover) | 1994 (restaurata nel 2018)  |
| Snorri Touren                  | Dark ride (vagoni)    | 2019                        |
| Piraten in Batavia             | Boat dark ride        | 1987 (ricostruita nel 2020) |
| Ed & Edda Grand Prix Edventure | Gameplay Theater      | 2025                        |

### Altre attrazioni
Tra le attrazioni principali di Europa-Park vi sono anche percorsi panoramici, attrazioni acquatiche e altre tipologie di attrazioni.
| Nome originale                     | Modello       | Casa costruttrice | Anno di apertura            |
| ---------------------------------- | ------------- | ----------------- | --------------------------- |
| Panoramabahn                       | Trenino       | Chance Rides      | 1975                        |
| Tiroler Wildwasserbahn             | Log flume     | Mack Rides        | 1978 (ricostruito nel 2024) |
| Fjord-Rafting                      | Rapid river   | Intamin           | 1991                        |
| EP-Express                         | Monorotaia    | Von Roll          | 1995                        |
| Fluch der Kassandra                | Mad house     | Mack Rides        | 2000                        |
| Whale Adventures — Northern Lights | Splash battle | Mack Rides        | 2010                        |
| Volo Da Vinci                      | Pedal car     | ETF Group         | 2011                        |
| Jim Knopf - Reise durch Lummerland | Locomotive    | Mack Rides        | 1977 (restaurata nel 2018)  |

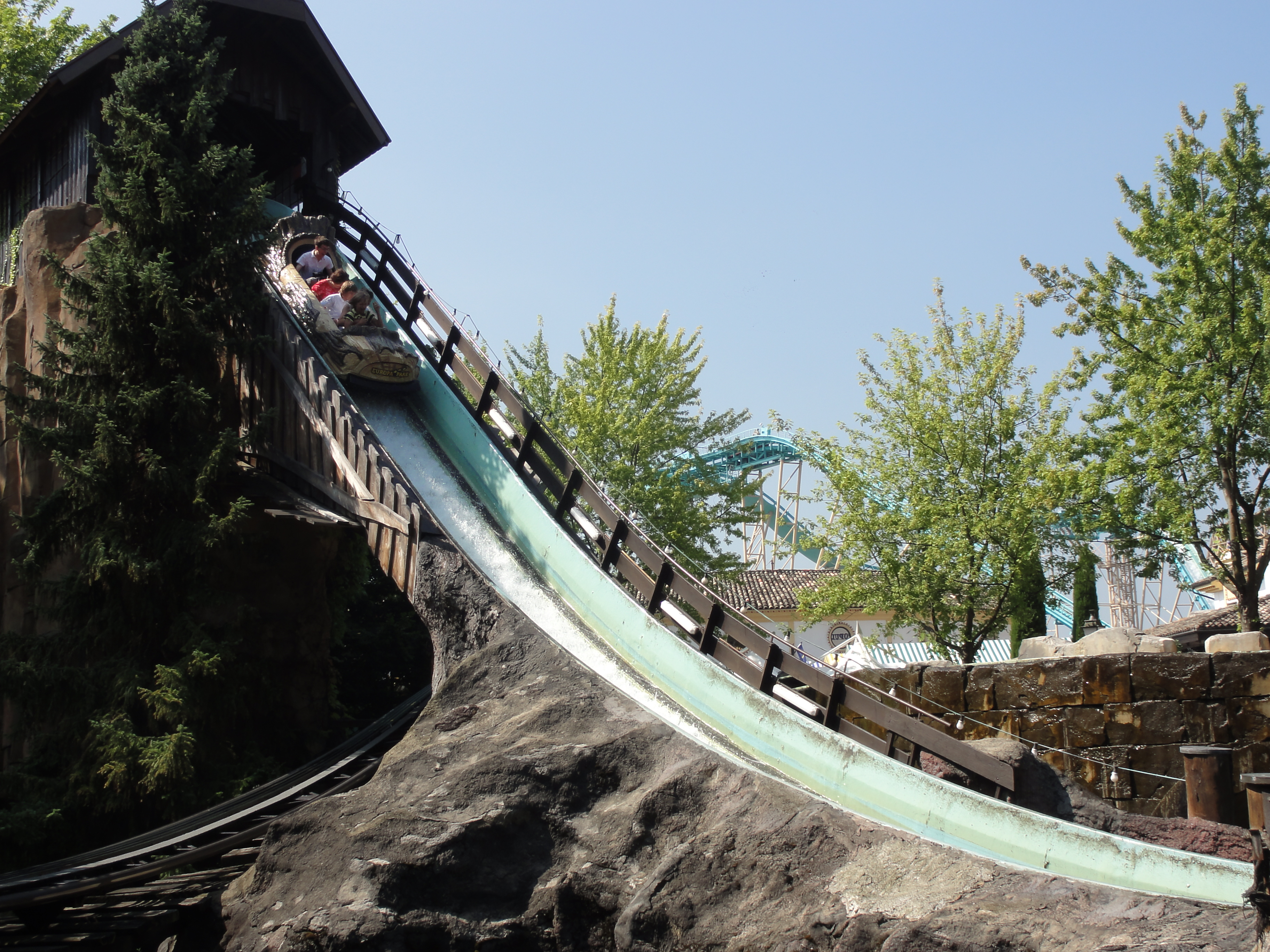
I tronchi tirolesi (Austria)
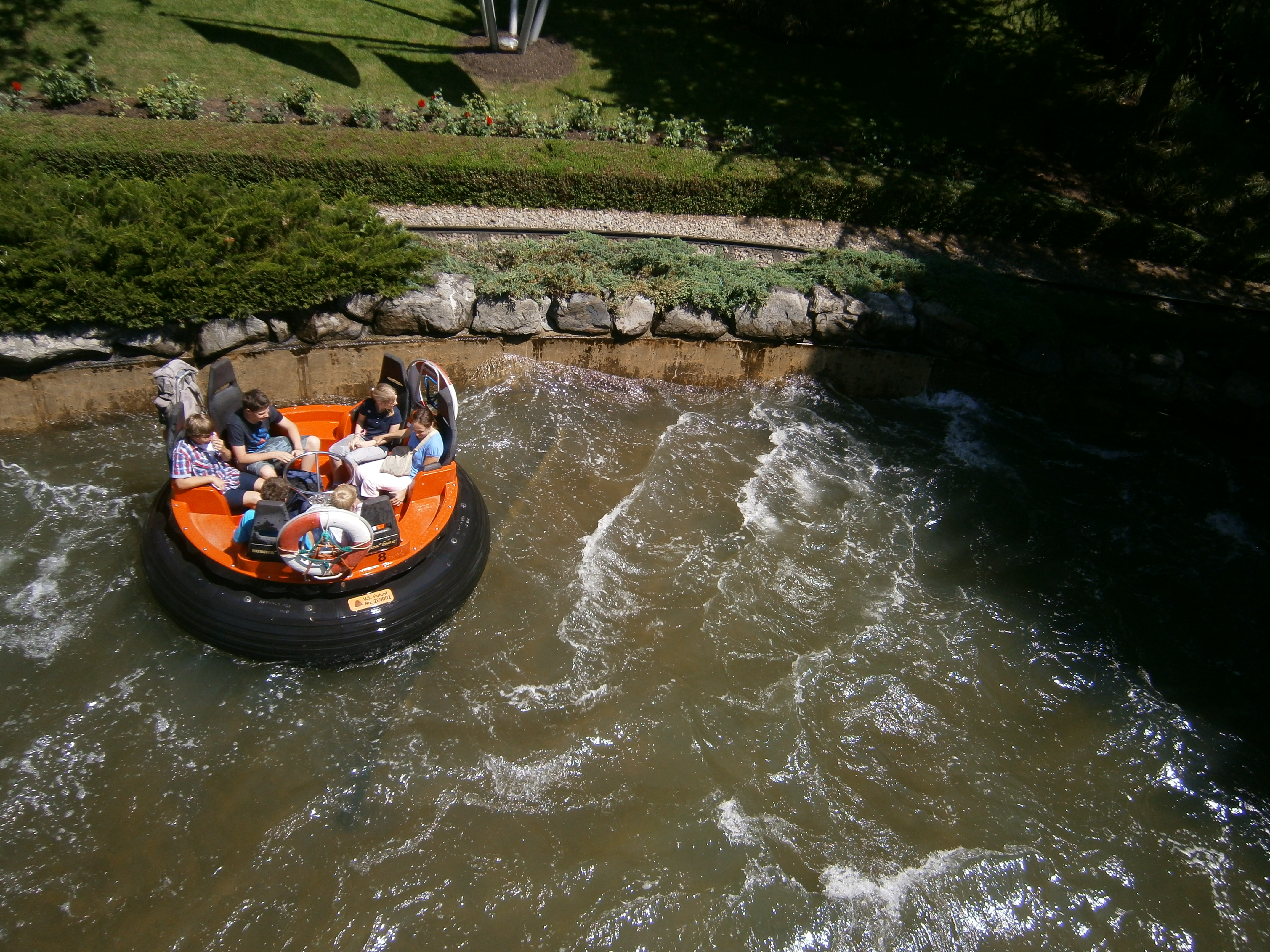
Fjord Rafting (Scandinavia)
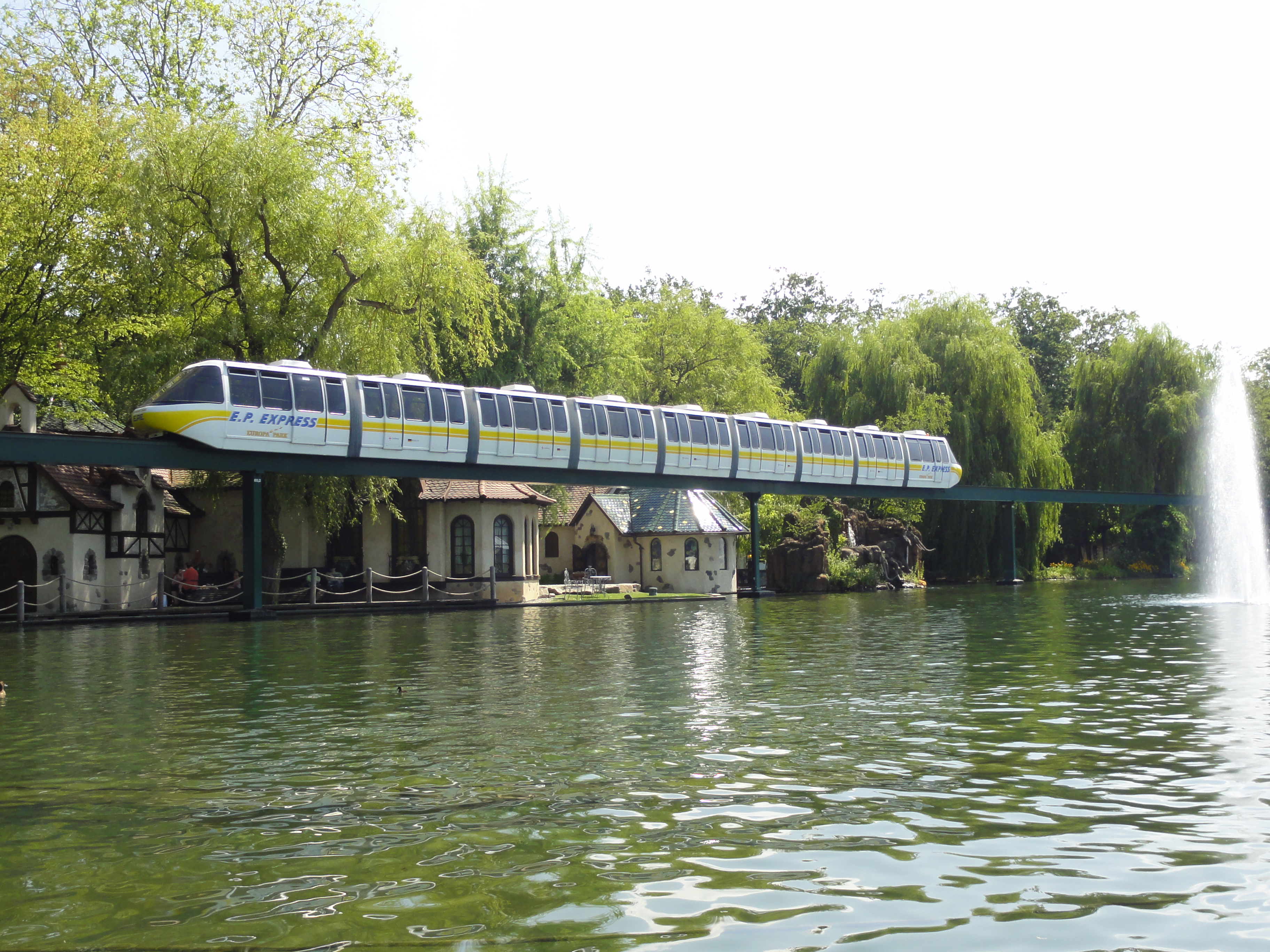
EP-Express
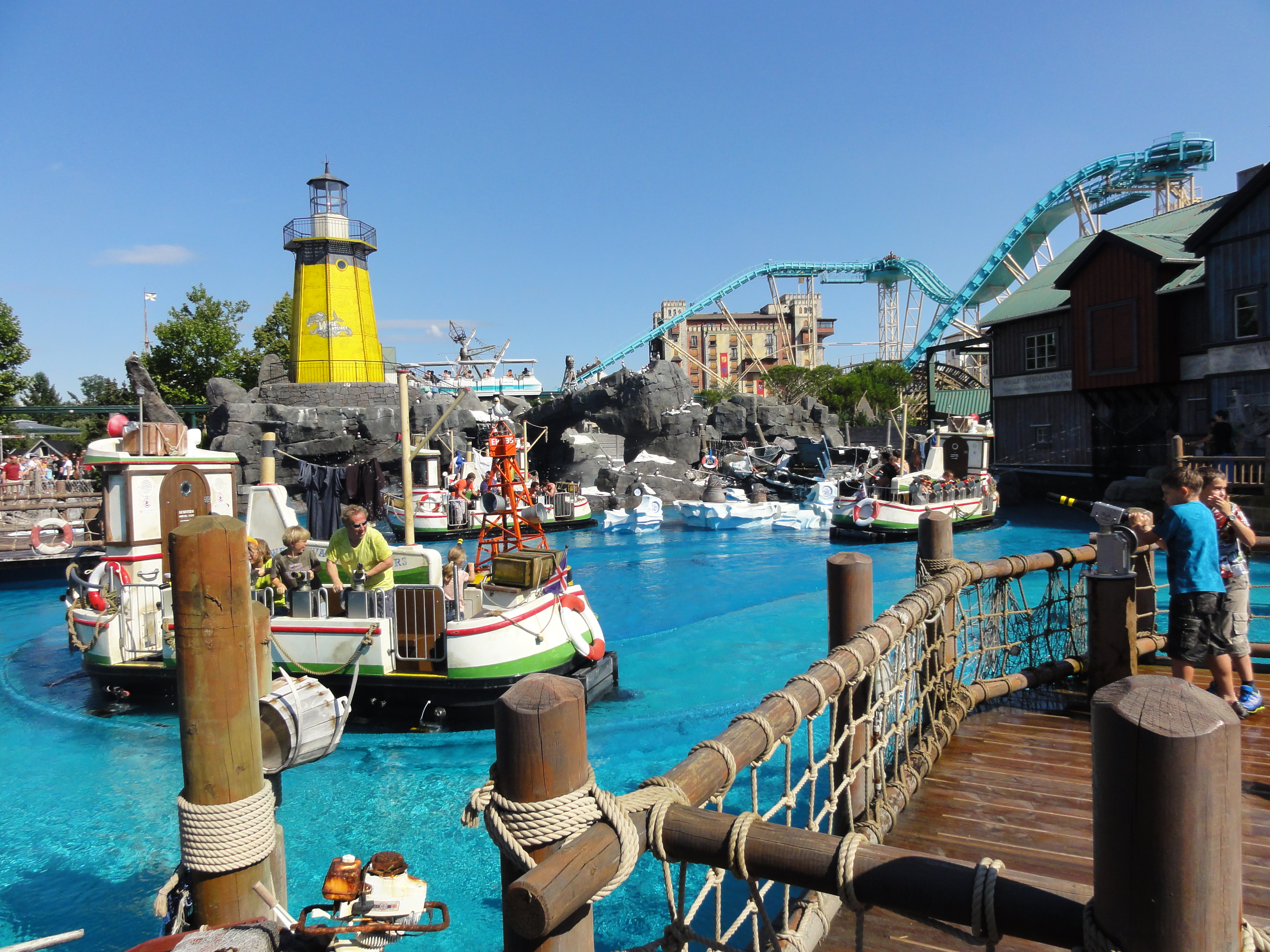
Whale Adventures - Northern Lights (Islanda)

## Spettacoli ed esposizioni
Il Parco propone ogni giorno una ventina tra spettacoli di strada, filmati e una parata pomeridiana, per un totale di 6 ore di esibizioni.

### Esposizioni
- Stazione spaziale Mir: esposizione storica all'interno di una delle quattro riproduzioni della stazione spaziale Mir del mondo, posta sopra la zona d'attesa di Euro-Mir.
- Mercedes-Benz Hall: situato nello stesso edificio di Silver Star, è utilizzato dall'industria automobilistica Mercedes-Benz per l'esposizione di nuovi veicoli. Nella stagione 2025 vengono rimossi i riferimenti automobilistici e viene rinnovata come spazio espositivo di modellini storici in occasione dell'anniversario dei 50 anni del parco.

Ogni anno, inoltre, il parco ospita altre esposizioni di carattere storico o commerciale.

### Cinema
- Magic Cinema 4D: all'interno di una sala con 448 posti nel quartiere Francese, vengono proiettati filmati in 4 dimensioni durante l'orario di apertura del Parco, mentre alla sera viene proiettato un film appena uscito in tedesco per gli ospiti degli Hotel del Parco.
- Biblioteca Grimm: situato all'interno della Foresta incantata dei Grimm, è composto da uno spettacolo interattivo con animatroni e un filmato ambientato nell'omonima foresta.Facciata esterna di Voletarium.

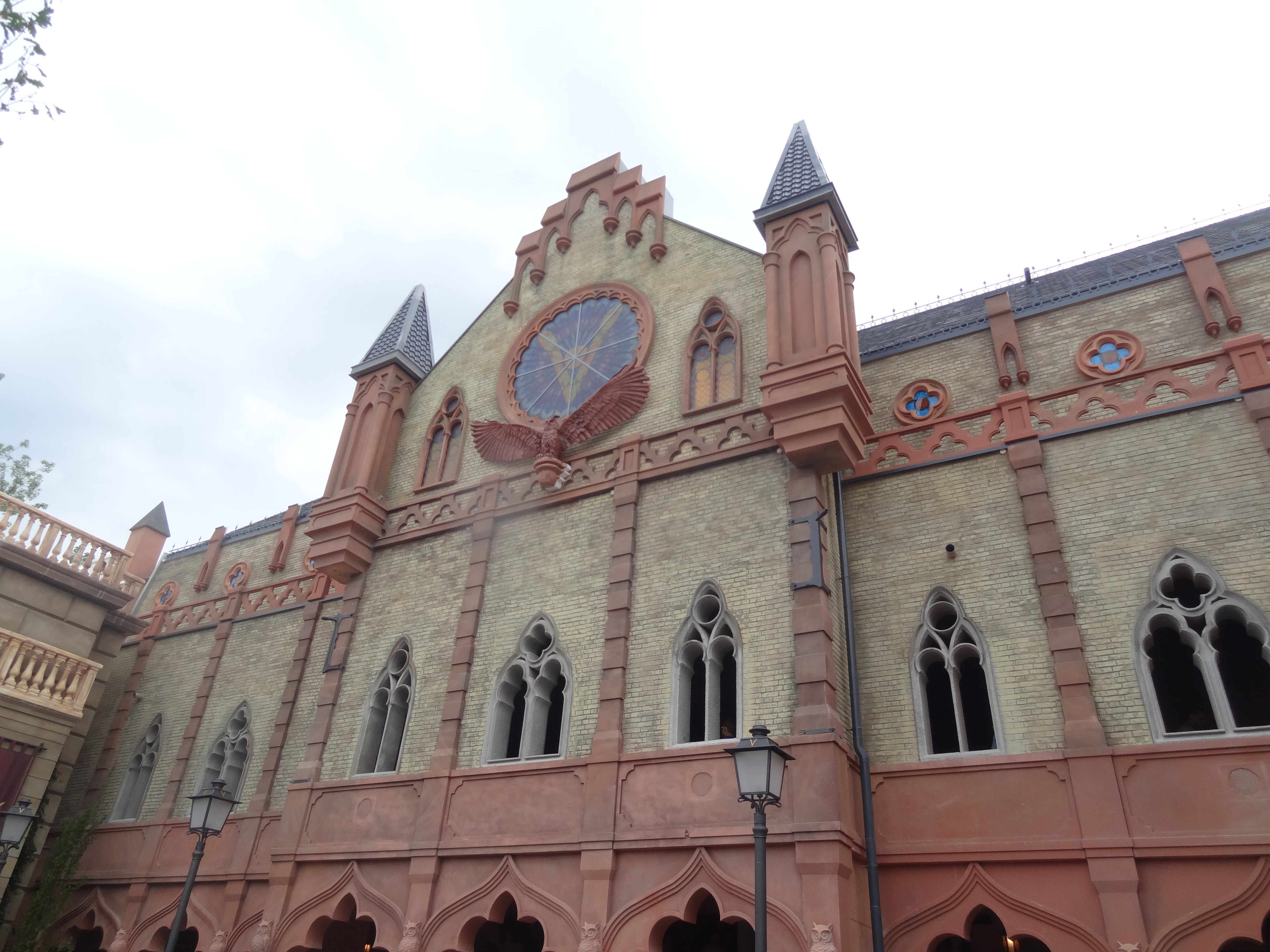
Facciata esterna di Voletarium.

- Voletarium (2017): il più grande flying theater d'Europa, costruito dall'azienda Brogent Technologies in cui i passeggeri sono disposti su 7 gondole da 10 posti ciascuna di fronte a uno schermo semisferico su cui viene proiettato un volo multisensoriale sui principali monumenti europei.

### Teatri principali
- Europa-Park Teatro: in un'atmosfera barocca, durante le stagioni di Halloween 2014-2017, il musical "Spook Me!" è stato presentato più volte al giorno. Dalla stagione estiva 2018 va in scena "Rulantica - The Musical". Entrambi i musical sono stati composti da Hendrik Schwarzer.
- Teatro a cielo aperto Italiano: ospita lo spettacolo di benvenuto o arrivederci con Euromaus, la mascotte del parco.
- Carnevale di Venezia: spettacolo elettronico di animatroni, il primo del suo genere in Europa.
- Arena Spagnola: stunt show a tema medievale con acrobati, cavalli ed effetti speciali. Dal 2025 l'arena è coperta dalle intemperie.
- Globe Theater: il teatro è una copia fedele dell'omonima struttura di Londra: 14 m di altezza, 21 m di diametro, 700 posti distribuiti su 3 gallerie.
- Stadio del Ghiaccio: tra l'area svizzera e quella greca (della quale fa parte), l'arena accoglie uno spettacolo di pattinaggio sul ghiaccio regolarmente modificato. Nel 2018 era ispirato al film Paddington.
- La Foresta Incantata dei Grimm: l'universo fiabesco dei fratelli Grimm è trasposto in diverse strutture del quartiere: La bella addormentata nell'omonimo castello, Hansel e Gretel nella casa della strega, Biancaneve e Cenerentola nella galleria interattiva della casa di Euromaus. L'intero distretto sostituisce una dozzina di casette di legno che, nel 1975, raccontavano le fiabe all'interno di vetrine.
- Ed's Party Parade – Let's Dance!: parata che attraversa alcuni quartieri del parco, con una colonna sonora dedicata e una serie di carri che raffigurano le attrazioni principali. Protagonista è la mascotte principale Ed Euromaus.

### Eventi speciali
- Halloween: dal 1998 il parco festeggia Halloween dalla fine di settembre ai primi di novembre[7], con innumerevoli decorazioni, zucche e altri elementi. In alcune serate di ottobre e novembre l'orario di apertura viene prolungato nel quartiere greco per l'evento Horror Nights - Traumatica, sconsigliato ai minori di 16 anni e con biglietto d'ingresso separato per la presenza di attori e diverse case dell'orrore da percorrere a piedi.
- Stagione Invernale: nella stagione 2001/02 Europa-Park ha aperto per la prima volta anche per la stagione invernale con una pista di pattinaggio, un grande mercatino di Natale e una ruota panoramica appositamente costruita dal parco. Le seguenti attrazioni sono chiusi durante la stagione invernale: i battelli African Queen, Atlantica SuperSplash, Fjord Rafting, Poseidon, Tiroler Wildwasserbahn e alcuni playground acquatici.
- Eventi vari: negli ultimi anni il calendario degli eventi è sempre aumentato, poiché dal parco vengono trasmessi programmi ed eventi televisivi tedeschi, come l'elezione di Miss Germania, il live show Immer Wieder Sonntags, l'Euro Dance Festival, oltre a eventi gastronomici riservati agli ospiti del parco.

## Alberghi del parco
Il parco, dotato del secondo più grande complesso alberghiero europeo, è dotato di 6 strutture a tema:
- El Andaluz (1995, ****), il primo del complesso, con l'accesso diretto all'area Spagnola del Parco e 182 stanze.
- Castillo Alcazar (1999, ****), costruito come un castello iberico e con 112 stanze.
- Colosseo (2004, ****superior), in stile italiano, con 324 stanze.
- Santa Isabel (2007, ****superior), adiacente ai primi due, con sole 85 stanze.
- Bell Rock (2012, ****superior), tematizzato New England, con 225 stanze e un centro fitness e Spa.
- Krønasår (2019, ****superior), ispirato a strutture del porto di Amburgo e a un museo di storia naturale, con 304 stanze e accesso diretto al parco Rulantica.

È presente inoltre Silver Lake City, composta da una Tipi Town, un campeggio e un'area dedicata al caravaning. La Tipi Town offre sistemazioni per la notte in tende tipì, baite in tronchi e carri coperti. Sono disposte in un piccolo villaggio western attorno a un lago, dove si trovano anche i ristoranti Silver Lake Saloon, Diner Station e i bar Cantina Amigo e Wild Horse. L'Europa-Park Caravaning offre ai visitatori 200 piazzole per roulotte, camper e tende. Per la stagione 2025-26 sono stati annunciati lavori di ampliamento, che hanno aumentato l'offerta del resort con: 
- Gold Rush Golf, un campo da minigolf a 12 buche.
- Western Houses, 25 bungalow in grado di ospitare fino a 6 persone.
- Riverside Western Lodge con 120 nuove camere d'albergo.
- Europa-Park Kinderhaus Kleine Helden, una casa vacanze per famiglie con bambini con malattie gravi.

Fino alla stagione 2015 era presente anche la Guesthouse Circus Rolando, con 28 stanze che si affacciavano sulla main street.

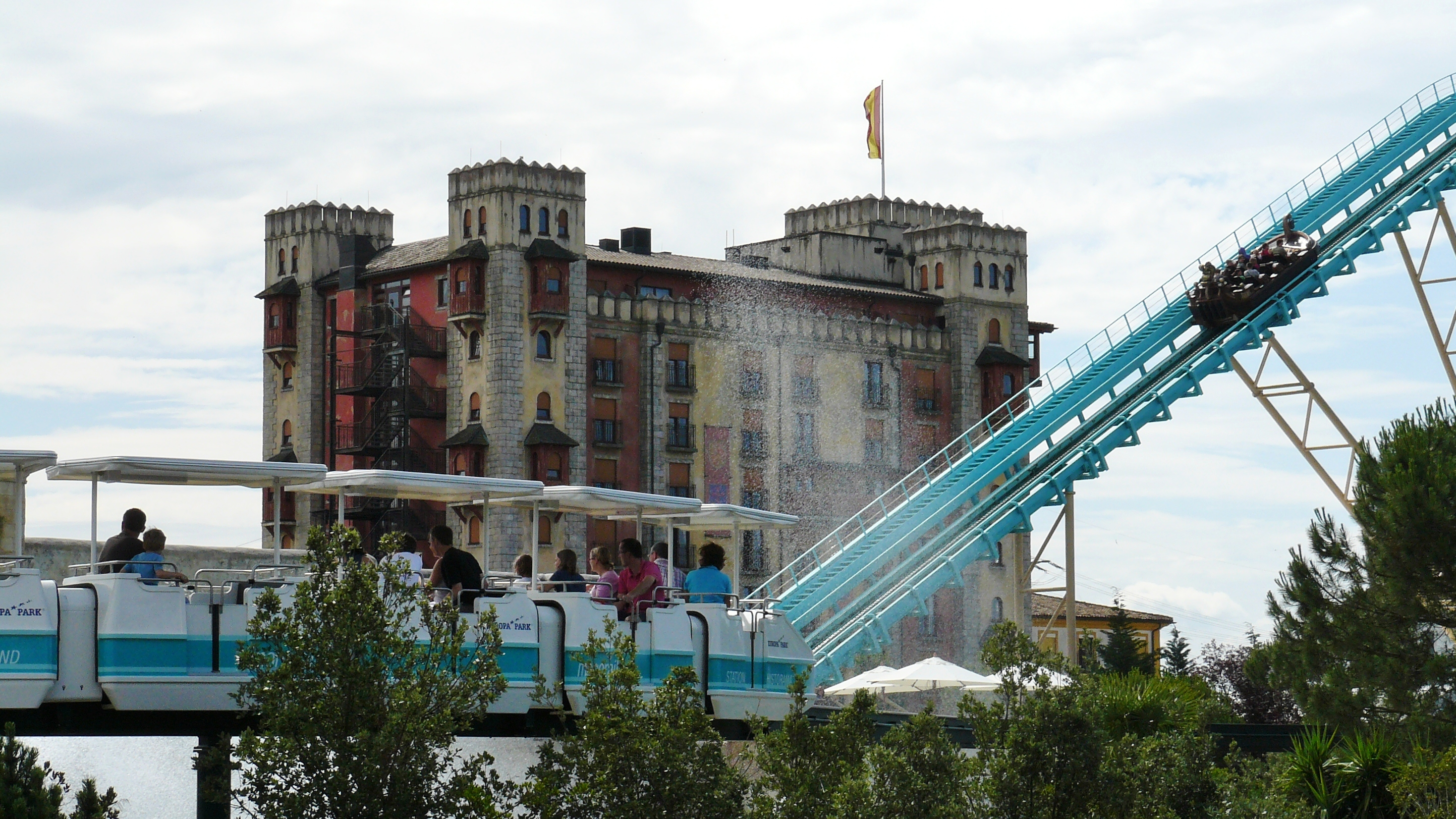
Hotel Castillo Alcazar
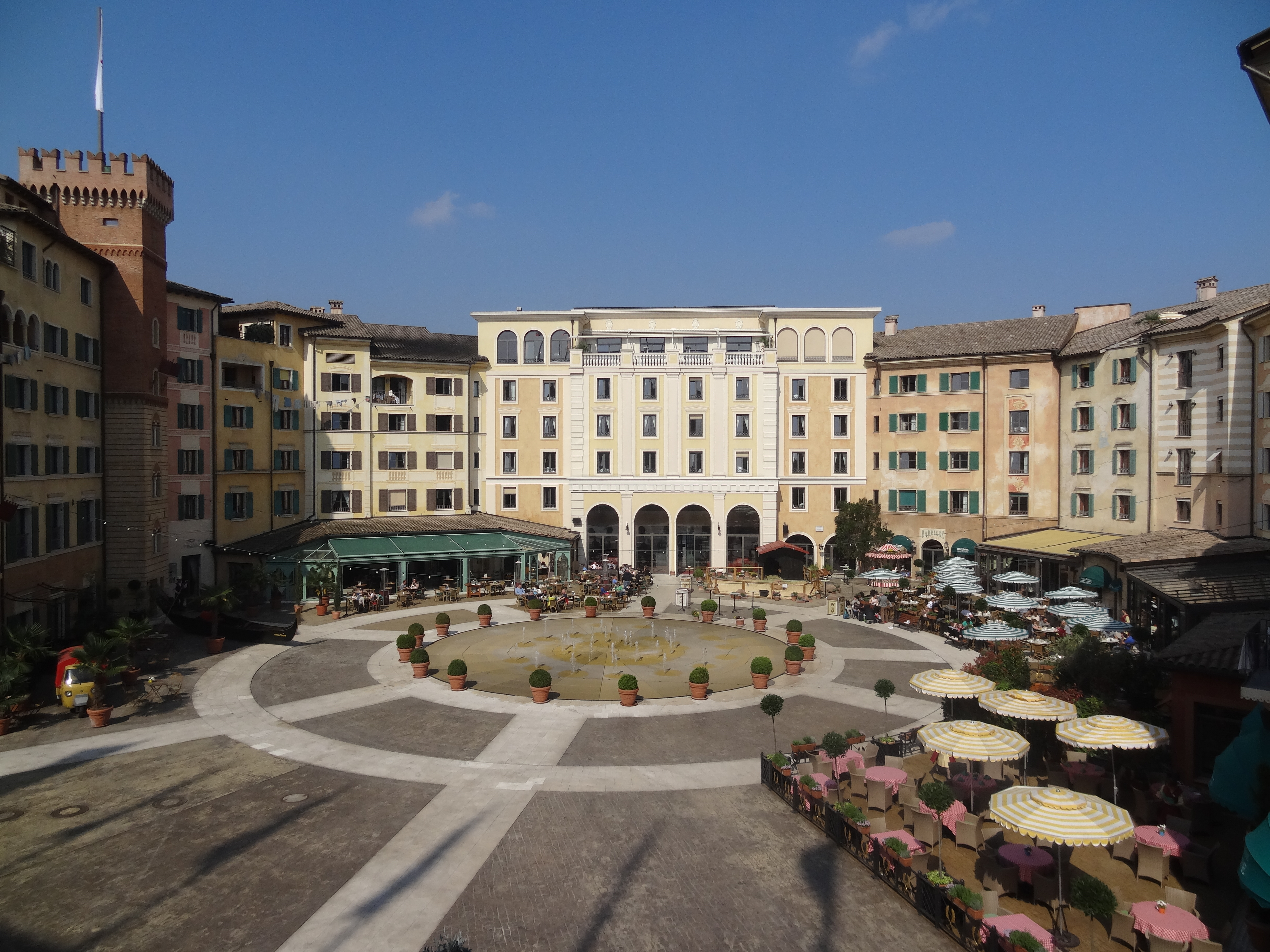
Hotel Colosseo
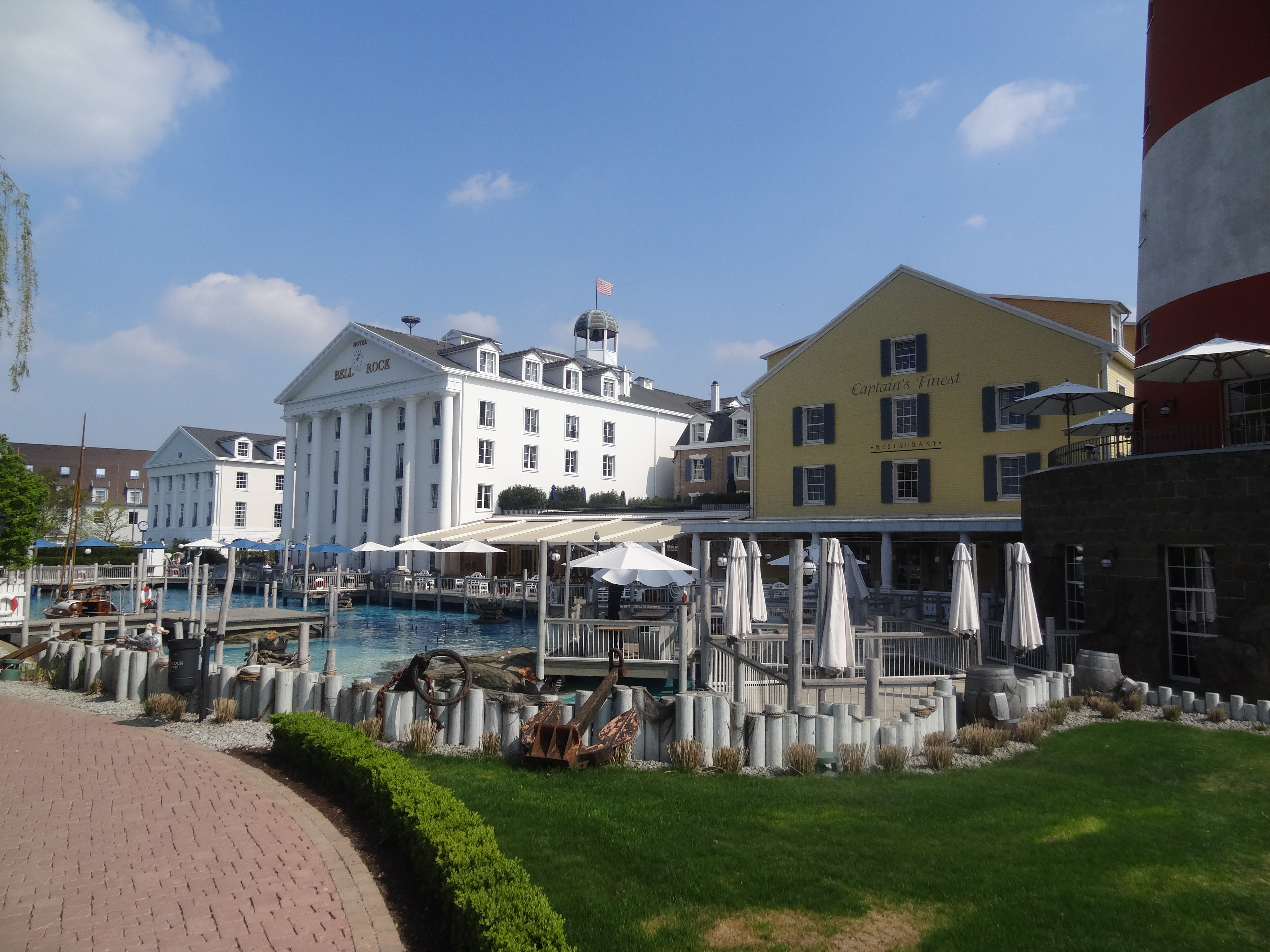
Hotel Bell Rock
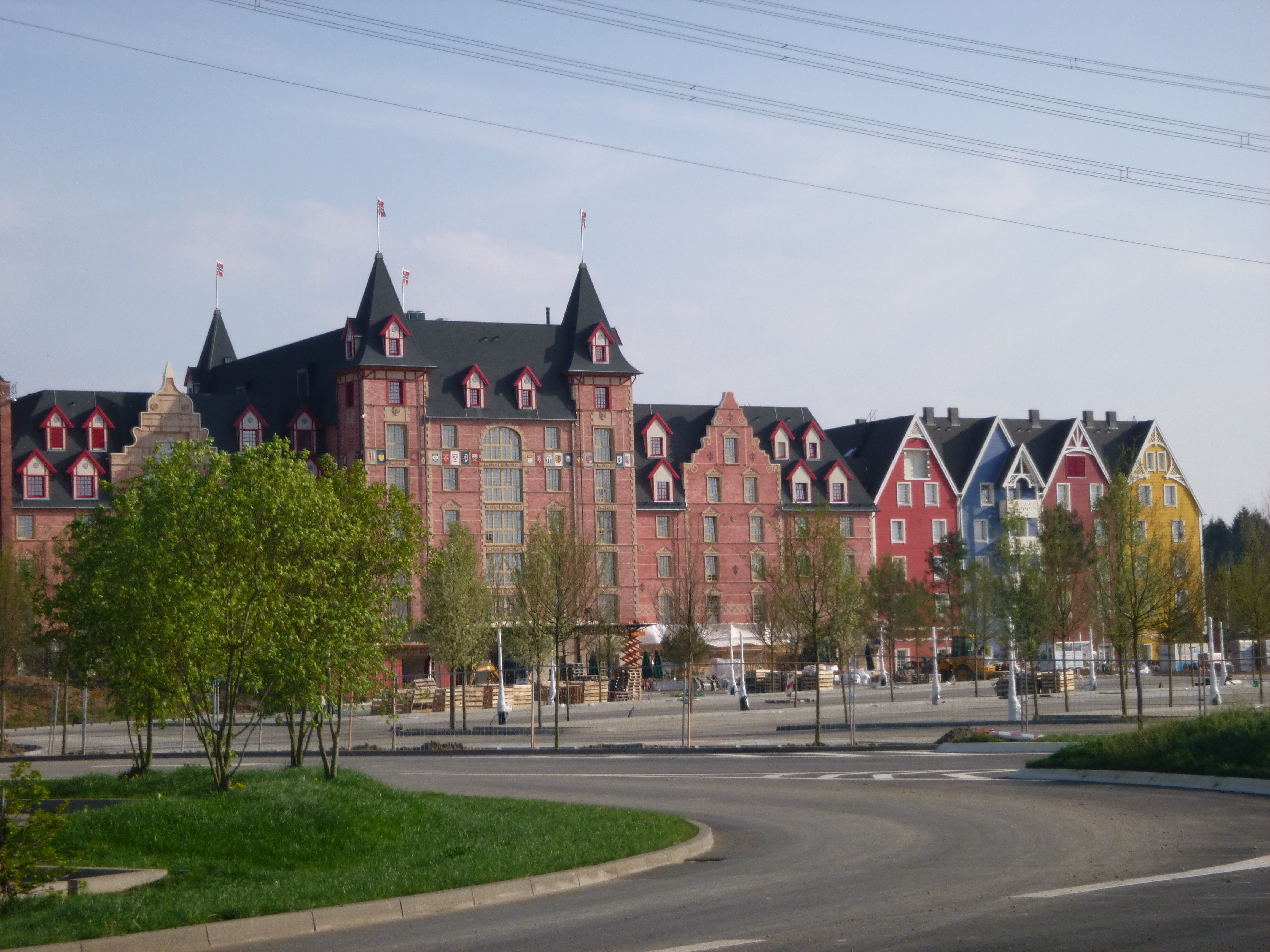
Hotel Krønasår

## Parco acquatico "Rulantica"

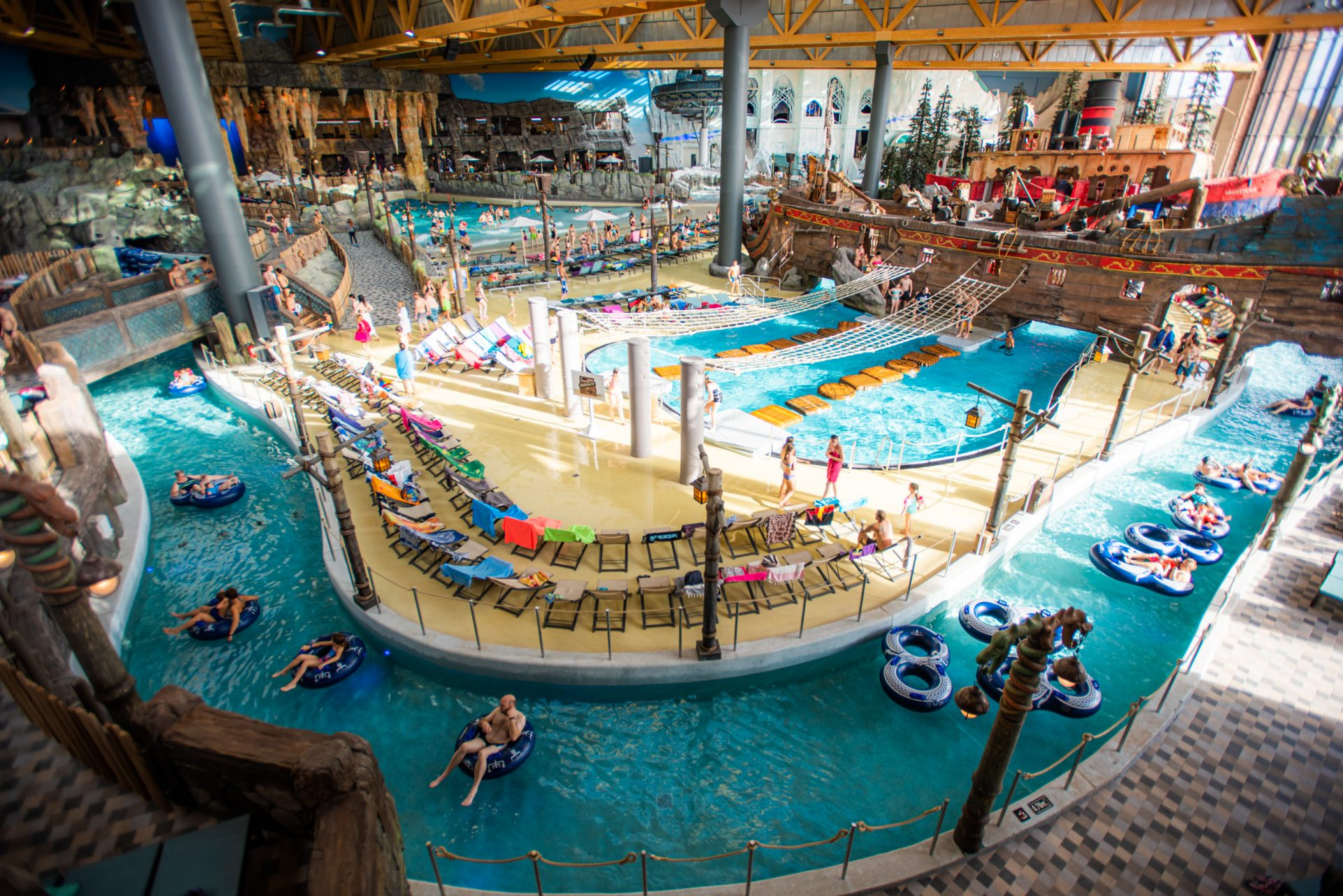
La zona al coperto di Rulantica, con il fiume lento in primo piano.

Rulantica è un parco acquatico con una superficie interna di 32 600 metri quadrati e un'area esterna di 8 000. Presenta 15 zone tematiche ispirate alla mitologia norrena: 
- Snorri's Saga, il fiume lento dedicato alla mascotte Snorri, un polipo viola;
- Trølldal, dedicata ai bambini con 4 scivoli riservati a loro;
- Rangnakor, con strutture di legno e 4 scivoli ad alta velocità;
- Vildstrøm, un fiume selvaggio outdoor con temperatura fissa a 30 °C;
- Frigg Temple, la piscina esterna aperta solo in alcuni periodi dell'anno; dal 2022 ospita anche il twist 'n' splash Tønnevirvel, l'unica attrazione meccanica del parco, realizzata da Mack Rides;
- Skip Strand, alcuni scivoli e percorsi d'avventura che circondano il relitto di una nave;
- Skog Lagune, una laguna immersa in una foresta artificiale;
- Vinterhal, un ghiacciaio che racchiude 6 diversi scivoli d'acqua;
- Lumåfals, la più grande piscina a onde della Germania;
- Hyggedal (2020), la zona benessere con sauna e bagno turco.
- Snorri Snorkling VR (2021), un diving theatre che unisce la realtà virtuale ad attività di immersione in piscina.
- Svalgurok (2021), un castello outdoor con 9 scivoli di diversa intensità e oltre 100 giochi acquatici realizzati intorno al serpente mitologico Svalgur[8].
- Snorri Strand (2021), espansione dell'area esterna riservata ai più piccoli[8].
- Dynstrønd (2022), ulteriore ampliamento dell'area outdoor con spiagge, ombrelloni e cabine riservate.
- Nordiskturn (2023), torre scivoli alta 30 metri con aree per il relax e lo scivolo ad 8 corsie Vikingløp.

Complessivamente il parco è composto da 31 attrazioni acquatiche, tra cui 17 scivoli, una piscina a onde, un fiume lento e un fiume selvaggio.
I lavori sono iniziati alla fine del 2016, fino all'inaugurazione avvenuta il 28 novembre 2019. Questo progetto è il più grande investimento nella storia del parco sin dalla sua apertura nel 1975, con un budget di circa 180 milioni di euro. Le stime iniziali prevedevano dai 500.000 agli 800.000 visitatori annuali, con possibilità fino al milione di visitatori. Nel 2023 ha ospitato 1,2 milioni di visitatori, posizionandosi al terzo posto tra i parchi acquatici più visitati in Germania.
La grande struttura a forma di conchiglia alta 20 metri ospita anche 3588 armadietti e 189 spogliatoi, di cui 40 dedicati alle famiglie. L'area relax è composta da 1700 lettini, 8 cabine individuali e un servizio di catering. Completano l'offerta due ristoranti self-service, una caffetteria, un bar, due a bordo piscina, un negozio e un parcheggio con 800 posti. Una passerella collega l'Hotel Krønasår al parco acquatico, offrendo agli ospiti dell'hotel un accesso diretto. La costruzione del solo albergo ha espanso il resort di Europa Park a 5.800 posti letto, creando 300 posti di lavoro; inoltre, due sale riunioni completano l'offerta Confertainment di Europa Park.
Poiché il parco acquatico si trova dall'altra parte del villaggio di Rust, un servizio navetta collega il parco acquatico direttamente a Europa-Park e Krønasår ad altri hotel.

## Altre attività

### YULLBE
Aperta nel 2020 e situata tra l'hotel Krønasår e il parco acquatico Rulantica, YULLBE è un'esperienza in realtà virtuale che permette a singoli e gruppi fino a quattro persone di risolvere una serie di sfide indossando gli appositi caschi e sensori su mani e piedi che tracciano i movimenti dei giocatori all'interno del mondo virtuale. Attualmente le missioni proposte sono ispirate al mondo di Rulantica e all'evento di Halloween Traumatica, della durata rispettivamente di 30 e 10 minuti.

### Eatrenalin
Nei pressi di YULLBE ha aperto, nel 2022, un innovativo ristorante a tema di 1600 mq e in grado di accogliere 200 ospiti a serata. Si tratta di un'esperienza di circa 100 minuti, a bordo di poltrone singole che si muovono con un sistema trackless, attraverso otto scene che prendono vita grazie ad effetti multimediali: Lounge, Waterfall, Discovery, Ocean, Taste, Umami, Universe e Incarnation. I visitatori possono scegliere tra un menu di otto portate, Red Dimensions, o la variante vegetariana Green Dimensions. Il ristorante è gestito dallo chef francese Peter Hagen-Wiest, dal sous-chef olandese Ties van Oosten e dalla chef pâtissière franco-austriaca Juliana Clementz.